# Duvbomal
Duvbomal (Tinea columbariella) är en fjärilsart som beskrevs av Maximilian Ferdinand Wocke 1877. Duvbomal ingår i släktet Tinea och familjen äkta malar. Arten är reproducerande i Sverige. Inga underarter finns listade i Catalogue of Life.